# Thymus karjaginii
Thymus karjaginii là một loài thực vật có hoa trong họ Hoa môi. Loài này được Grossh. miêu tả khoa học đầu tiên năm 1944.